# مجاهد

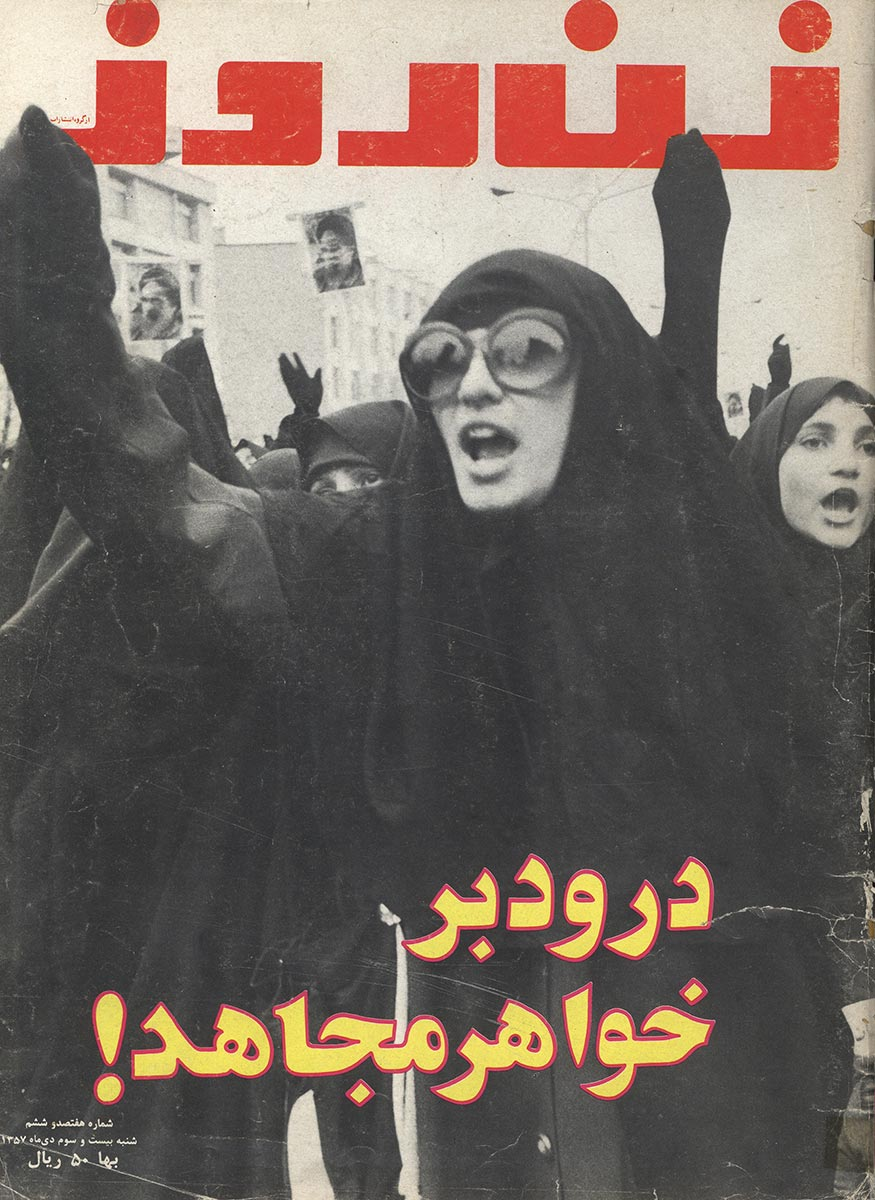
"درود بر خواهر مجاهد!" جلد نخست مجله زن روز

مُجاهد در عربی به معنای (تلاشگر و مبارز) است. در قرآن اشاره به جنگجو علیه دشمنان اسلام و مقابله (جهاد) با کافر است. به هرکس که از اسلام دفاع کند مجاهد گفته می‌شود. مجاهد اگر در راه جهاد بمیرد شهید نام برده می‌شود به معنایی کسی که به دیدار خداوند رفته است.
مجاهد در قرآن به کسی گفته می‌شود که دین اسلام را به سرزمین های دیگر گسترش دهد و با دشمنان دین خود  مبارزه کند.